# Vuelo 4101 de PauknAir
El vuelo 4101 de PauknAir fue un vuelo siniestrado en Boumahfouda (Marruecos), el 25 de septiembre de 1998. Había despegado de Málaga a tempranas horas de la mañana con destino Melilla pero sufrió un accidente a pocos kilómetros de su destino.
Este fue el segundo accidente aéreo de la historia en la zona. El 15 de junio de 1945, un hidroavión británico que sobrevolaba clandestinamente territorio español sufrió un accidente y sus nueve ocupantes británicos perdieron la vida.

## La aerolínea y el aparato
La entrada en servicio de PauknAir, con el modelo BAe-146, supuso una gran mejora en el transporte aéreo de Melilla, debida principalmente a una mayor admisión de pasajeros por vuelo, unos 100, frente a los aproximadamente 50 del resto de compañías. Asimismo se acortó la duración del trayecto, que pasó de unos 45 minutos a apenas 25 minutos con el BAe-146.
Por entonces, en el aeropuerto de Melilla operaban dos compañías: PauknAir y Binter Mediterráneo, que utilizaba CASA CN-235. El avión siniestrado, había realizado su primer vuelo el 2 de junio de 1983, es decir, el avión tenía 15 años en el momento del accidente. 
Su primera aerolínea había sido Dan-Air que, tras un servicio de 12 años, lo vendió a PauknAir. Junto a otro BAe-146, formaba la flota de PauknAir. Generalmente esta unidad realizaba las rutas con Málaga, mientras la otra servía al resto de destinos.
Según informó la aerolínea tras el accidente, el avión acababa de regresar de una profunda revisión en la factoría de British Aerospace, en la que no se detectó ningún fallo.
El piloto era Diego Clavero Muñoz, varón de 39 años natural de Córdoba. Llevaba 378 horas con el BAe-146, y había aterrizado en el aeropuerto de Melilla más de 500 veces. Era su último vuelo con la aerolínea PauknAir, pues iba a trabajar para otra aerolínea. Antes, había trabajado para SEUR, realizando la ruta Madrid-Ibiza.

## Despegue y vuelo
El aparato despegó de la pista 14 del aeropuerto de Málaga a las 8:23 horas. A bordo llevaba 34 pasajeros, lo que suponía menos de la mitad del pasaje permitido. Entre el pasaje se podían encontrar turistas, melillenses que volvían de la Península por cualquier razón, trabajadores y empresarios.
Antes de despegar, el piloto se comunicó con el comandante del otro avión de PauknAir, que realizaba el vuelo entre Madrid y Melilla como vuelo 4800. El vuelo transcurrió con normalidad, sin ningún contratiempo y con las condiciones meteorológicas normales a esas horas de la mañana.

## Accidente
El descenso hacia Melilla comenzó a las 6:41 hora de Marruecos, dos horas más en Melilla (España). En esa zona del cabo Tres Forcas, la poca visibilidad es frecuente, pues las nubes se acumulan entre los valles formados por las empinadas montañas del cabo.
En las últimas comunicaciones del piloto con el controlador de Nador, el piloto se quejaba de la niebla. Una de sus últimas palabras fue:
- ...veo nada
A las 6:49, se oye en la cabina dos señales de "terrain", que indica que se está muy cerca de tierra. A las 6:52, los mensajes del controlador no son respondidos. Más de media hora después, y a petición de las autoridades españolas, el controlador marroquí autoriza a un avión militar español, que estaba en el aeropuerto de Melilla, a entrar en Marruecos y localizar al avión. Pocos minutos después informa de la existencia de la visión de una columna de humo desde tierra.

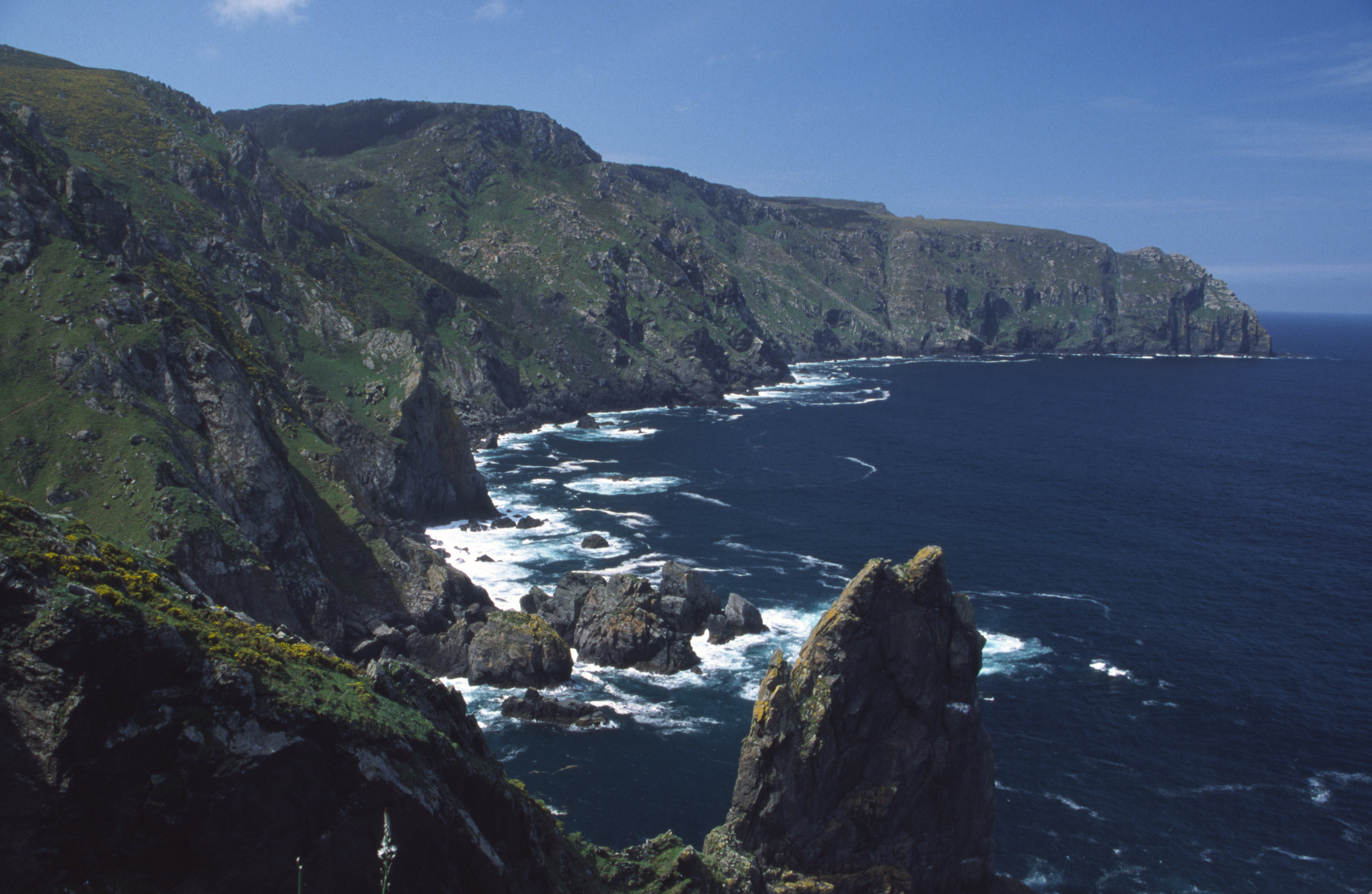
El cabo Ortegal, presenta muchas similitudes con el lugar del accidente.

Tras largos trámites, obstaculizados por Marruecos, los servicios de emergencia de la ciudad de Melilla se adentran en territorio marroquí, al que se le añaden, más tarde, los servicios de emergencia marroquíes y la policía de Marruecos. También se adentraron, por primera vez desde la transferencia a Marruecos de la zona en abril de 1956, vehículos militares españoles en el lugar del siniestro. En torno a las 10:00 hora local (12:00 en Melilla), se confirma el desastre.
Tras el golpe, el combustible derramado sobre los motores calientes, produjo un incendio, que puso a los servicios de emergencia melillenses más difícil la recuperación de los cadáveres.

## Repatriación y autopsia de los cuerpos
A última hora de la tarde, todos los cadáveres habían sido recuperados y repatriados, siendo llevados a la Lonja de Melilla, habilitada excepcionalmente como capilla ardiente colectiva. El día 30 de septiembre, ya se habían identificado todos los cadáveres. Según los informes, todos murieron por un politraumatismo, producido por el golpe.

## Causas
Las principales causas fueron:
- La poca visibilidad de la zona;
- Descenso del avión a una altitud, por debajo de la mínima requerida.

Según los informes, también influyeron:
- La presencia en la cabina de una pasajera;
- Un estado despreocupado de la tripulación ante la situación.

## Funerales
A los funerales de las víctimas, acudió en representación del Gobierno el ministro de Fomento, Rafael Arias Salgado. Por su parte, la jefatura del Estado estuvo representada por su hija, Elena Borbón, que acudió en compañía de su marido, Jaime Marichalar. Además, hubo representantes de las cuatro religiones que conviven en Melilla (cristianos, musulmanes, judíos e hindúes). No asistió ningún representante del Reino de Marruecos, donde se había producido el siniestro.

## Causas en la aerolínea
Tras la pérdida de este avión, la flota de PauknAir se redujo a un avión, insuficientes para cubrir todas las rutas a lo que se le añadió la falta de apoyo institucional del Ayuntamiento de Melilla. Estos factores, fueron principalmente, las causas del fin de PauknAir en 1998, una aerolínea que pasó al recuerdo.